# Begraafplaats Zuylen

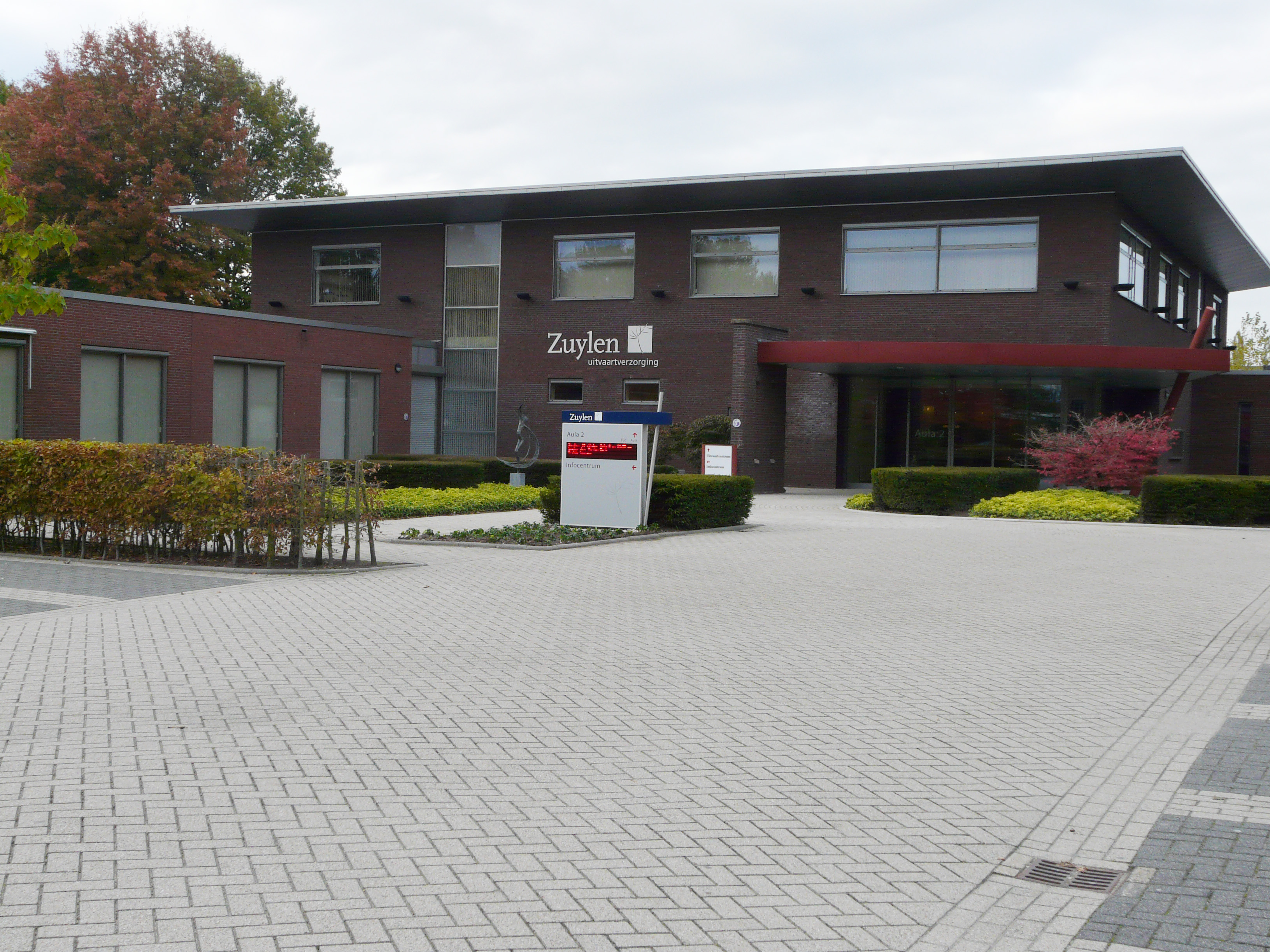

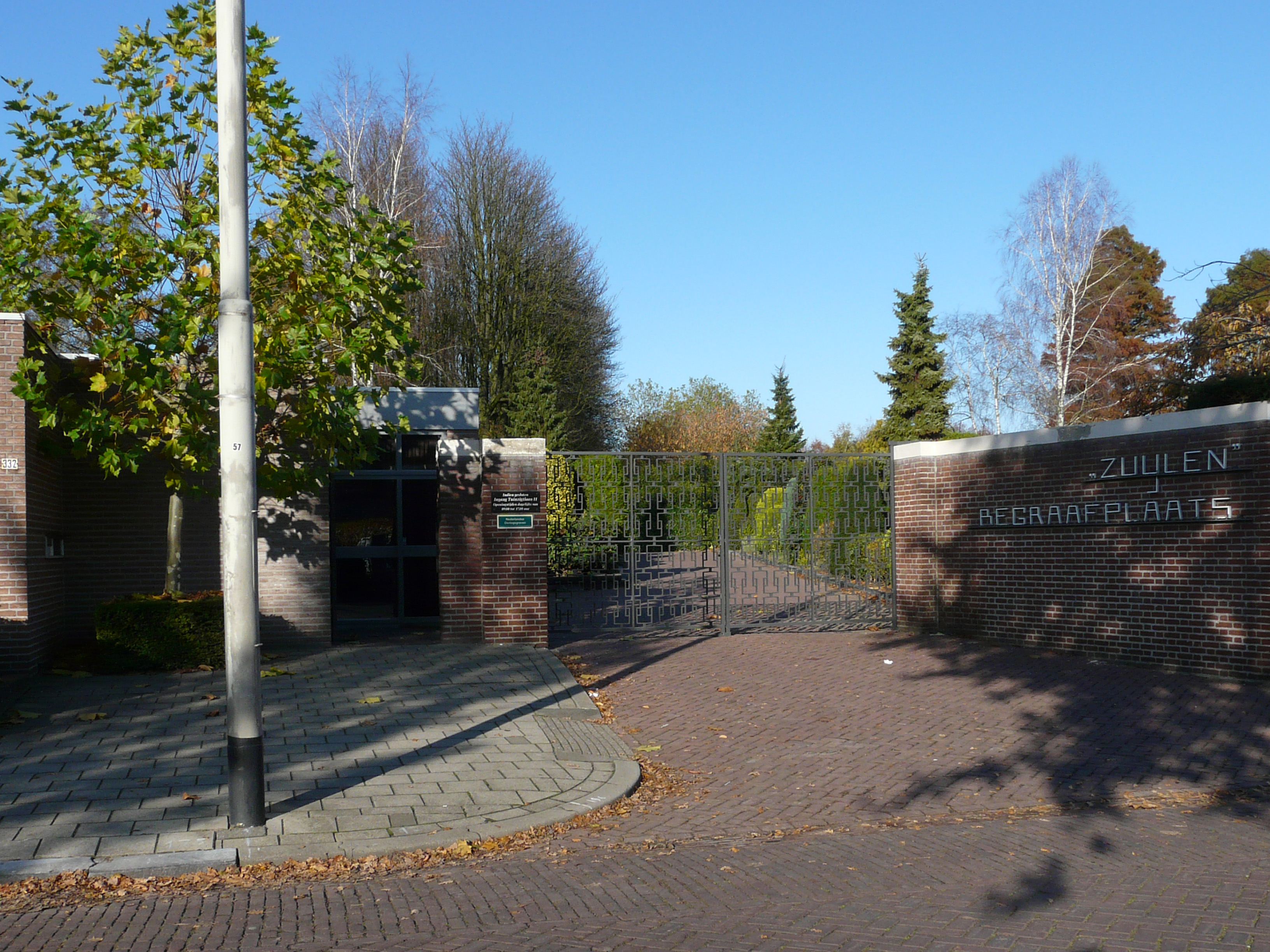
Ingang Haagweg

Begraafplaats Zuylen is een begraafplaats aan de Tuinzigtlaan in de wijk Princenhage in Breda.
Begraafplaats Zuylen is de grootste begraafplaats in westelijk Noord-Brabant. De oppervlakte bedraagt circa 13 ha. De begraafplaats kenmerkt zich door een grote variëteit in mogelijkheden voor begraven en asbestemming. In 1978 is op deze begraafplaats tevens het crematorium Zuylen geopend. Zuylen heeft sinds 1980 ook een uitvaartonderneming, genaamd Zuylen UItvaartverzorging.
Aan de Haagweg bevindt zich de oude ingang. 
Dichtbijgelegen is het Pools militair ereveld Breda en het Generaal Maczek Memorial.

## Geschiedenis
Al in 1826 wordt de Katholieke Begraafplaats Zuylen aangelegd net buiten de stad Breda, nabij het dorp Princenhage. Inmiddels is de begraafplaats volledig omringd door de stad. De naam van deze begraafplaats, Zuylen, is ontleend aan een belangrijke hoeve in de buurt van het betreffende stuk grond. Bijna anderhalve eeuw hebben de Rooms Katholieke parochies deze begraafplaats bestuurd, in de vorm van een maatschap. In 1968 is ten aanzien van de begraafplaats voor de stichtingsvorm gekozen en is Zuylen als zodanig ingeschreven in het stichtingenregister. In 1977 is de katholieke signatuur van deze stichting vervallen. Omdat cremeren steeds gebruikelijker werd in Nederland, is in 1978 een crematorium gerealiseerd, midden op de begraafplaats. Sindsdien omvat de begraafplaats vele mogelijkheden voor asbestemming en ook diverse strooivelden. In het jaar 2000 is een groot uitvaartcentrum gebouwd aan de Tuinzigtlaan. De begraafplaats beschikt nu over drie aula's, vijf condoleanceruimtes en veel bijzondere plekken buiten waar afscheid kan worden genomen.   
Op de begraafplaats is alle gelegenheid om stil te staan bij overleden dierbaren, om na te denken over het eigen leven. De begraafplaats is een oase van rust in de verstedelijkte omgeving. Ze vormt een belangrijk geschiedenisboek voor Breda en omgeving. In toenemende mate is het een begraafpark, dat op natuurlijke wijze wordt beheerd. Er komt steeds meer groen dat ook meer gevarieerd wordt. De biodiversiteit neemt dan ook toe. De variëteit van de begraafplaats valt op. er zijn vele sferen te vinden, van oud tot kleurrijk, zoals de Kaboutertuin. Er is een bijzondere vorm van bovengronds begraven, rondom een vijver. Sinds 2020 is er een grafveld voor overledenen die zich sterk betrokken voelen op de voetbalclub NAC. Ook is er een Vincent van Gogh-tuin.    